# Хохлова, Валерия Витальевна
Валерия Витальевна Хохлова (род. 21 февраля 1999) — российская футболистка, полузащитница клуба «Зенит». Выступает за сборную России.

## Биография
Воспитанница рязанского спорта. В детстве организованно занималась баскетболом, а также футболом на любительском уровне. В 2016 году начала заниматься в юниорском составе клуба «Рязань-ВДВ» у тренера Владимира Геннадьевича Спиридонова. В 2017—2018 годах в составе дубля рязанского клуба участвовала в матчах первого дивизиона России. В 2019 году играла за клуб «Академия футбола» (Тамбов), на предварительном этапе стала лучшим бомбардиром южной зоны первого дивизиона (7 голов), в финальном турнире сделала хет-трик в матче с иркутским «Байкалом» (9:3).
В 2021 году выступала за дебютанта высшего дивизиона России «Ростов». Первый матч за клуб сыграла 27 марта 2021 года против московского «Локомотива», заменив на 65-й минуте Кристину Чичкала. Свой первый гол забила 4 июля 2021 года в ворота «Енисея», принеся победу своей команде 2:1. Всего за сезон сыграла 14 матчей и забила один гол, при этом лишь 2 раза выходила в стартовом составе. По окончании сезона 2021 покинула «Ростов» и перешла в другой клуб высшей лиги — казанский «Рубин». В январе 2024 года перешла в санкт-петербургский «Зенит», где стала чемпионкой России 2024.
14 июля 2023 года провела один товарищеский матч за сборную России против сборной Ирана.